# Sandile Mthethwa
Sandile Mthethwa (Richards Bay, 14 aprile 1997) è un calciatore sudafricano, difensore degli Orlando Pirates.

## Carriera

### Club
Ha giocato nella prima divisione sudafricana.

### Nazionale
Nel 2017 ha partecipato ai Mondiali Under-20.
Tra il 2017 ed il 2019 ha giocato complessivamente 7 partite con la nazionale maggiore sudafricana.

## Palmarès

### Club

#### Competizioni nazionali
- Coppa del Sudafrica: 1

Orlando Pirates: 2023-2024
- MTN 8: 2

Orlando Pirates: 2022, 2023